# Альварес, Луис (лучник)
Луис Антонио Альварес Мурильо (исп. Luis Antonio Álvarez Murillo; род. 13 апреля 1991, Мехикали) — мексиканский лучник, специализирующийся в стрельбе из олимпийского лука. Бронзовый призёр Олимпийских игр, двукратный чемпион Панамериканских игр.

## Биография
Луис Альварес родился 13 апреля 1991 года. В 12-летнем возрасте он начал заниматься спортом.
Закончил технический университет (исп. El Centro de Enseñanza Técnica y Superior) в Мехикали по специальности механика.

## Карьера
В 2012 году принял участие на Олимпийских играх в Лондоне, где стал четвёртым в мужском командном турнире. Также участвовал в личном первенстве и сумел добраться до стадии 1/16 финала.
В 2013 году на чемпионате мира в Анталии стал четвёртым в миксте, а также дошёл до 1/8 финала как в индивидуальном, так и в командном первенствах.
В 2015 году неудачно выступил на чемпионате мира в Копенгагене, став лишь 115-м в личном первенстве, а в команде мужчины-лучники Мексики стали лишь двадцатыми. На Панамериканских играх в Торонто завоевал два золота — в личном первенстве и в команде.
В 2017 году дошёл до 1/16 финала на этапах Кубка мира в Шанхае и Солт-Лейк-Сити, а также до 1/32 финала в Берлине. На домашнем чемпионате мира стал седьмым в миксте и девятым в команде, в индивидуальном первенстве дошёл до 1/16 финала.
В 2018 году на Панамериканском чемпионате завоевал бронзу в миксте, стал четвёртым в личном турнире и дошёл до четвертьфинала с командой. На этапе Кубка мира в Шанхае принял участие и в миксте (9-е место), и в индивидуальном первенстве (17-е место).
В 2019 году на этапе Кубка мира в Анталии дошёл до 1/8 финала в миксте, но в личном турнире выбыл уже в 1/32 финала. На Панамериканских играх в Лиме стал девятым в личном разряде и четвертым в команде. На чемпионате мира в Хертогенбосе вновь выступил неудачно, став лишь 155-м в личном турнире и 31-м в команде.
Альварес участвовал на Олимпийских играх в Токио. В миксте вместе с Алехандрой Валенсией со счётом 6:4 победили немцев Михель Кроппен и Флориана Каллунда, а в четвертьфинале оказались сильнее британцев Сары Беттлз и Патрика Хьюстона (6:0). В полуфинале проиграли со счётом 1:5 будущим чемпионам из Кореи Ан Сан и Ким Дже Доку, но в матче за бронзу победили турок Ясемин Анагёз и Мете Газоза со счётом 6:2. В индивидуальном первенстве на стадии 1/32 финала Альварес проиграл будущему бронзовому призёру Такахару Фурукаве из Японии со счётом 3:7.